# Балаклейская волость
Балаклейская  волость (на 1885 год — Ново-Серпуховская) — историческая административно-территориальная единица Змиевского уезда Харьковской губернии с центром в селе Балаклея.
По состоянию на 1885 год состояла из 4 поселений, 5 сельских общин. Население 9351 человек (4645 лиц мужского пола и 4706 — женского), 1971 дворовое хозяйство.
|                       | Площадь, десятин | В том числе пахотной, дес. |
| --------------------- | ---------------- | -------------------------- |
| Сельских общин        | 18413            | 15299                      |
| Частной собственности | 3648             | 2721                       |
| Другой собственности  | 134              | 89                         |
| В целом               | 23363            | 18137                      |

Крупнейшие поселения волости по состоянию на 1885 год:
- Балаклея, государственное село при реке Балаклейка, 835 двора, 3112 жителей, 2 православных церкви, школа, 2 постоялых двора, 29 лавок, 5 ярмарок в год: Вербная неделя, Троица, 1 августа, 25 сентября и 6 декабря.
- Борщевое, государственное село при реке Волосская Балаклейка, 454 дворов, 2676 жителей, православная церковь, лавка.
- Вербовка,государственное село при реке Балаклейка, 298 дворов, 1634 жителя, православная церковь.
- Лагери, государственное село при реке Балаклейка, 375 дворов, 1877 жителей, православная церковь.